# Martina Bagnoli
Martina Bagnoli (Bolzano, 1964) è una storica dell'arte italiana.

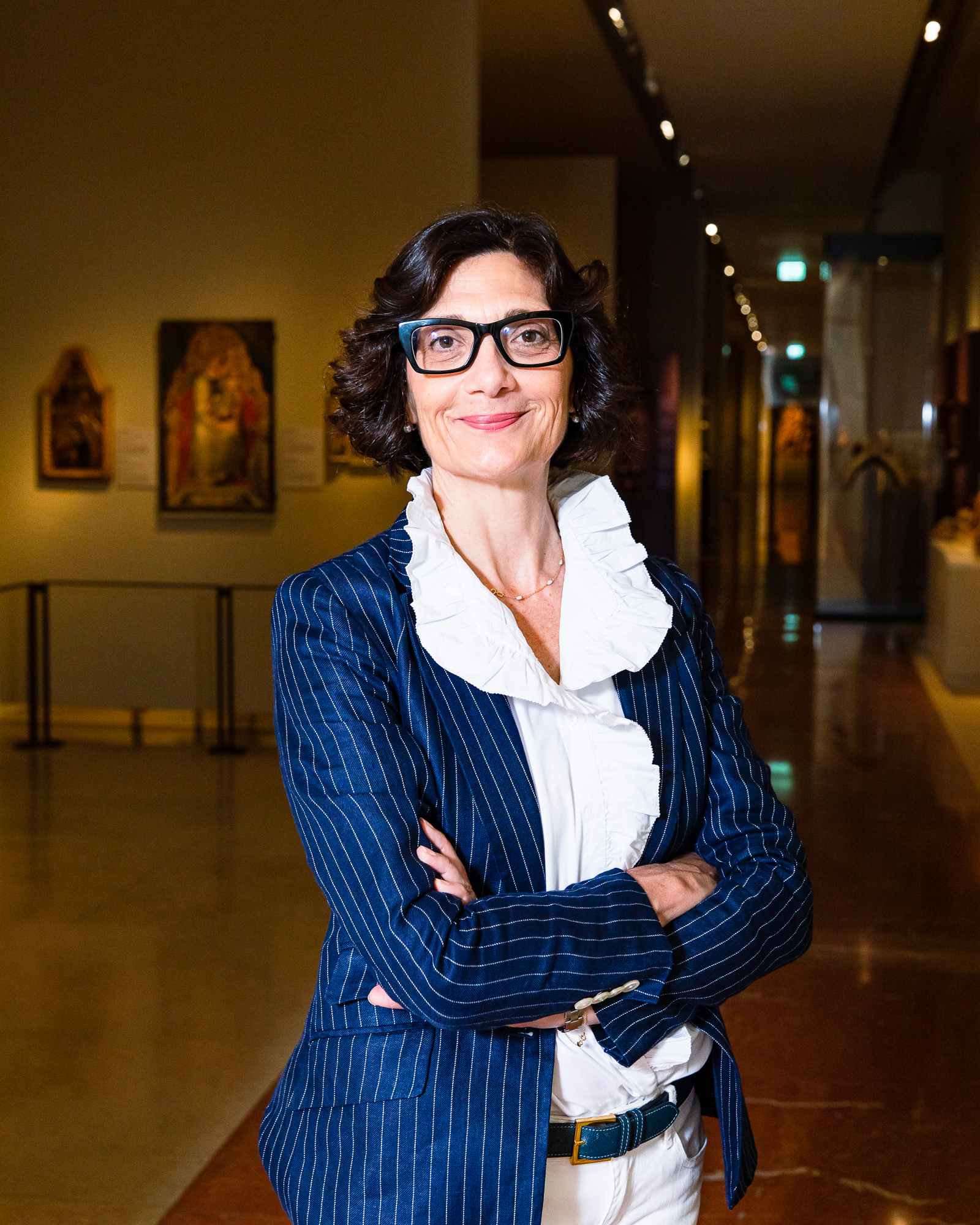
Martina Bagnoli al Palazzo dei Musei di Modena

Dal 2015 a gennaio 2024 è stata direttrice delle Gallerie Estensi, un museo autonomo del Ministero della Cultura italiano che comprende la Galleria Estense di Modena, la Biblioteca Estense universitaria, il Museo lapidario, il Palazzo ducale di Sassuolo e la Pinacoteca nazionale di Ferrara. In precedenza, dal 2002 al 2015, Bagnoli è stata curatrice di arte medievale per il Walters Art Museum nel Maryland, negli Stati Uniti. Da febbraio 2024 dirige l'Accademia Carrara di Bergamo. Nell'ottobre 2024 si dimette dalla sua carica.  [https://www.ilgiornaledellarte.com/Articolo/Bergamo-perche-Bagnoli-ha-lasciato-la-Carrara-

## Biografia
Bagnoli è nata a Bolzano, Italia. Dopo aver conseguito un BA e un MA presso l'Università di Cambridge, ha completato il suo dottorato di ricerca presso la Johns Hopkins University.
Bagnoli è entrata a far parte del Walters Art Museum di Baltimora, nel Maryland, come assistente curatrice nel 2002. Ha concluso il suo incarico come Andrew W. Mellon Curator e direttrice della collezione del museo di arte medievale e manoscritti,  e ha organizzato mostre come Treasures of Heaven  e Feast for the Senses .  Ha anche lavorato alla National Gallery of Art di Washington, DC .
Nel 2015, Bagnoli è stata nominata direttore della Galleria Estense di Modena, a sua volta parte delle Gallerie Estensi.  La sua nomina faceva parte di una ricerca internazionale del Ministero della Cultura italiano per nominare direttori di venti luoghi della cultura e musei autonomi italiani, tra cui gli Uffizi, la Galleria Borghese e le Gallerie dell'Accademia di Venezia.    Nel maggio 2017 la sua nomina è stata annullata insieme ad altri quattro direttori selezionati con la stessa procedura, a seguito di una sentenza del TAR Lazio.  Bagnoli è rientrata nella sua posizione un mese dopo che il Consiglio di Stato, la più alta corte amministrativa del paese, ha temporaneamente sospeso la sentenza fino a un'udienza pubblica nello stesso anno.  